# Mao ou Maurras ?
Mao ou Maurras ? est la transcription d'un entretien entre deux jeunes militants politiques Philippe Hamel, communiste, et Patrice Sicard, royaliste d'Action française, publié en 1970. Guy Baret, futur journaliste au Figaro, les réunit dans ce second volume de la collection Carrefour des Jeunes.

## Présentation
Philippe Hamel, âgé de 20 ans, est étudiant en philosophie et Patrice Sicard, âgé de 23 ans, est étudiant en droit à Assas. Le premier est militant au sein d'un Comité d'Action d'obédience communiste et s'est engagé lors de la première quinzaine de Mai 1968. Le deuxième est responsable de la cellule de propagande du bureau des étudiants de la Restauration nationale et rédacteur à l'hebdomadaire Aspects de la France et du mensuel AF université. Philippe Hamel est une figure militante de moindre importance que celle de Patrice Sicard et « ce déséquilibre [...] se retrouve sur le plan de leurs discours ».
Philippe Hamel fait un exposé de la pensée marxiste-léniniste, de l'importance d'un parti avant-garde et sur le maoïsme.
Le discours de Patrice Sicard permet d'étudier l'interprétation de Mai 1968 à travers le prisme maurrassien et les compromis intellectuels d'une génération militante. Au départ, l'Action française condamne la rébellion de Mai 68 la jugeant comme une « menace marxiste » avant de chercher ensuite à la récupérer par l'organisation d'une « contre-révolution »,. L'extension de la lutte du campus de Nanterre aux universités du Quartier Latin et l'émergence de contre-manifestations gaullistes forcent l'Action française à revoir sa stratégie : « la fronde devait commencer à s’inscrire dans une mémoire militante toujours fidèle à l’engagement royaliste, comme prélude à une opportunité politique éventuelle ».

« Je dois avouer que j’ai profondément vécu en mai 1968 […] Nous savons que si les marxistes tentent, dans un prochain avenir, l’effort révolutionnaire définitif, le peuple ne pourra pas compter sur les partis ni sur les notables. Il ne comptera que sur lui-même, et sur son avant-garde : le contre-révolutionnaire d’Action française. »

— Patrice Sicard
Les deux militants se rejoignent sur la dénonciation de la société contemporaine mais divergent dans leurs analyses. Patrice Sicard critique les illusions du progrès, de la société de consommation et se réfère à Guy Debord en reprenant sa critique de la « survie augmentée ».

## Réception
La Revue des Deux Mondes accueille favorablement cet échange sur « terrain neutre [entre] deux tenants des idéologies les plus opposées ».